# Qishi, Dongguan
Qishi (kinesiska: 企石) är en köping i sydöstra  Kina.  Den ligger i staden Dongguan i provinsen Guangdong, omkring 77 kilometer öster om provinshuvudstaden Guangzhou. Antalet invånare är 121 693. Befolkningen består av 52 175 kvinnor och 69 518 män. Barn under 15 år utgör 9,0 %, vuxna 15-64 år 86 %, och äldre över 65 år 3,0 %.